# Andrena neovirida
Andrena neovirida är en biart som beskrevs av Grünwaldt 2005. Andrena neovirida ingår i släktet sandbin, och familjen grävbin. Inga underarter finns listade i Catalogue of Life.